# Перепись населения США (1870)

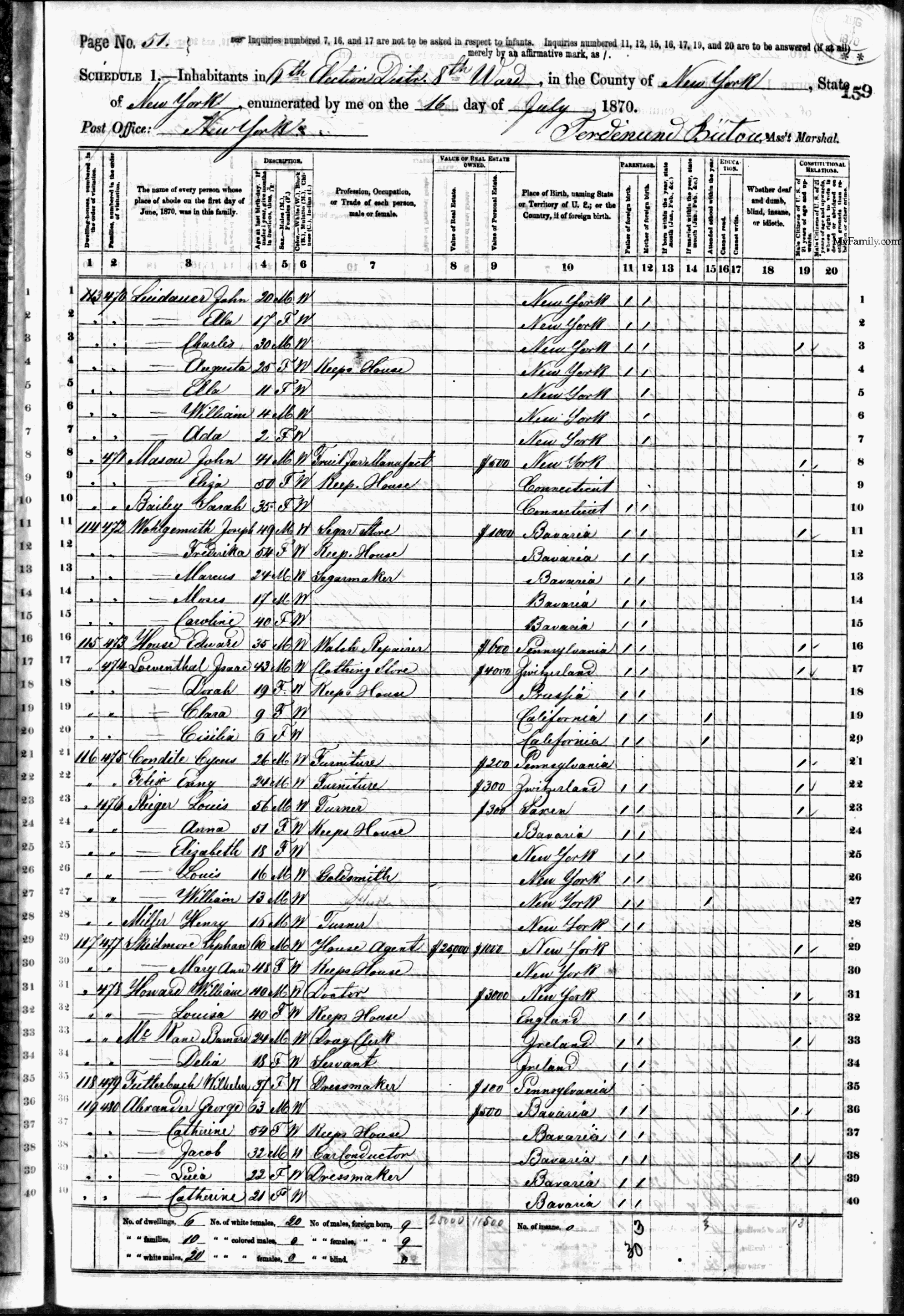
Бланк для переписи населения США 1870 года

Перепись населения США 1870 года была девятой по счету переписью населения, проводимой на территории США. Она была проведена 1 июня 1870 года. Численность населения страны по итогам переписи была определена в 39 818 449 человек (на 22,6% больше по сравнению с результатами предыдущей переписи). Начальником переписи был Фрэнсис Амаса Уокер. Население было официально дано как 38 558 371, а впоследствии пересмотрен, в результате недоучета в южных штатах.

## Список вопросов
В бланке переписи 1870 года присутствовали следующие вопросы:
1. Имя
2. Адрес
3. Возраст
4. Пол
5. Цвет кожи (включая китайцев и индейцев)
6. Гражданство (для мужчин старше 21 года)
7. Профессия
8. Стоимость недвижимости, находящейся в собственности
9. Стоимость движимого имущества, находящегося в собственности
10. Место рождения
11. Родились ли родители заграницей
12. Завел ли опрашиваемый детей в этом году
13. Проходил ли опрашиваемый обряд бракосочетания в этом году
14. Посещал ли опрашиваемый школу в этом году
15. Умеет ли опрашиваемый читать и писать (для лиц старше 10 лет)
16. Является ли опрашиваемый глухим, немым, слепым, сумасшедшим или умалишённым

## Результаты переписи
|   | Город         | Штат         | Население |
| - | ------------- | ------------ | --------- |
| 1 | Нью-Йорк      | Нью-Йорк     | 1 478 103 |
| 2 | Филадельфия   | Пенсильвания | 674 022   |
| 3 | Сент-Луис     | Миссури      | 310 864   |
| 4 | Чикаго        | Иллинойс     | 298 977   |
| 5 | Балтимор      | Мэриленд     | 267 354   |
| 6 | Бостон        | Массачусетс  | 250 526   |
| 7 | Цинциннати    | Огайо        | 216 239   |
| 8 | Новый Орлеан  | Луизиана     | 191 418   |
| 9 | Сан-Франциско | Калифорния   | 149 473   |